# Березівка (Хмельницький район)
Березі́вка — село в Україні, у Старокостянтинівській міській громаді Хмельницького району Хмельницької області. Населення становить 50 осіб. До 2020 орган місцевого самоврядування — Березненська сільська рада.

## Історія
7 (20) листопада 1917 року, відповідно до.Третього Універсалу Української Центральної Ради, увійшло до складу Української Народної Республіки.
12 червня 2020 року, відповідно до розпорядження Кабінету Міністрів України № 727-р «Про визначення адміністративних центрів та затвердження територій територіальних громад Хмельницької області», увійшло до складу Старокостянтинівської міської громади.
19 липня 2020 року, після ліквідації Старокостянтинівського району, село увійшло до Хмельницького району.
19 вересня 2024 року Верховна Рада підтримала перейменування села Першотравневе на Березівка. 26 вересня 2024 року перейменування набуло чинності.